# Anthiyur
Anthiyur es una ciudad y nagar Panchayat situada en el distrito de Erode en el estado de Tamil Nadu (India). Su población es de 21086 habitantes (2011). Se encuentra a 34 km de Erode y a 71 km de Salem.

## Demografía
Según el censo de 2011 la población de Anthiyur era de 21086 habitantes, de los cuales 10633 eran hombres y 10453 eran mujeres. Anthiyur tiene una tasa media de alfabetización del 80,83%, superior a la media estatal del 80,09%: la alfabetización masculina es del 87.82%, y la alfabetización femenina del 73,71%.